# Porella occulta
Porella occulta är en mossdjursart som beskrevs av Harmer 1957. Porella occulta ingår i släktet Porella och familjen Bryocryptellidae. Inga underarter finns listade i Catalogue of Life.